# Oleria assimilis
Oleria assimilis är en fjärilsart som beskrevs av Richard Haensch 1903. Oleria assimilis ingår i släktet Oleria och familjen praktfjärilar. Inga underarter finns listade i Catalogue of Life.